# Banco Africano de Desarrollo y Comercio del Este y Sureste
El Banco del Área de Comercio Preferencial, generalmente conocido como PTA Bank, es una institución financiera africana de comercio y desarrollo. El PTA Bank es el brazo financiero del Mercado Común de África Oriental y Austral (COMESA por sus siglas en inglés), pero la membresía está abierta a países que no pertenezcan al COMESA y a otros accionistas institucionales.

## Visión general
En diciembre de 2013, el banco era una institución financiera grande con unos activos superiores a los 2,53 millardos de dólares norteamericanos ($). Tenía 20 accionistas, con unos fondos de casi 477 millones de $.

## Historia
El Banco Africano de Desarrollo y Comercio del Este y Sureste, también conocido como PTA Bank, se fundó el 6 de noviembre de 1985 según las disposiciones del tratado de 1981 que establecía el Área de Comercio Preferencial (PTA por sus siglas en inglés), la cual se transformó posteriormente en el COMESA. El PTA Bank se postuló como brazo financiero del acuerdo de integración.

## Accionistas
Hay 20. Diecisiete pertenecen al COMESA. Luego están Somalía, China (el único no africano, con el 12,3 % del capital) y, como único accionista institucional, el Banco Africano de Desarrollo, con otro 12,3 %. La lista completa de accionistas es la siguiente:
- Banco Africano de Desarrollo
- Burundi
- Comoros
- China
- Yibouti
- República Democrática del Congo
- Egipto
- Eritrea
- Etiopía
- Kenia
- Malaui
- Mauricio
- Ruanda
- Seychelles
- Somalía
- Sudán
- Tanzania
- Uganda
- Zambia
- Zimbabue

## Ubicación
La sede del PTA Bank se encuentra en Chaussée Prince Louis, Rwagasore, Buyumbura, Burundi. El banco también mantiene una oficina regional en Lenana Road, Nairobi, Kenia. La otra oficina regional del banco está localizada en el 13º piso del Centro de Seguridad Social, Harare, Zimbabue. La oficina de Nairobi es responsable de la parte norte del área geográfica donde el PTA Bank da servicio. La sede de Buyumbura es responsable de la parte central. La oficina de Harare es responsable de la parte sur, incluidas las islas de Mauricio y Seychelles.

## Junta de gobernadores
En mayo de 2014 la junta de gobernadores del PTA Bank tenía los siguientes miembros:
1. Gilbert Mbeshrubusa: Vicepresidente Suplente de Infraestructura, Sector privado e Integración Regional - Banco Africano de Desarrollo
2. Tabu Abdallah Manirakiza: Ministro de Finanzas - Burundi
3. Mohamed Soilihi: Ministro de Finanzas - Comoros
4. Matata Ponyo Mapon: Gobernador por la República Democrática del Congo - DRC
5. Ilyas Moussa Dawaleh: Ministro de Finanzas - Yibuti
6. Ingeniero Hapem Saleh: Ministro de Industria y Comercio Exterior - Egipto
7. Berhane Abrehe: Ministro de Finanzas - Eritrea
8. Sufian Ahmed: Ministro de Finanzas y Planificación Económica - Etiopía
9. Phyllis Kipkingor Kandie: Secretario de gabinete para comercio, asuntos africanos del Este y turismo - Kenia
10. Maxwell Mkwe Zalamba: Ministro de Finanzas - Malawi
11. Charles Gaetan Xavier-Luc Duval: Ministro de Finanzas y Desarrollo Económico - Mauricio. Presidente de la junta de gobernadores.
12. Dr. Zhou Xiaochuan: Gobernador, Banco Popular Chino - China
13. John Rwangombwa: Ministro de Finanzas y Planificación Económica - Ruanda
14. Pierre Laporte: Ministro de Finanzas - Seychelles
15. Dr. Awad Ahmed Aljazeir Ahmed Hassan: Ministro de Finanzas y Economía Nacional - Sudán
16. Saada Mkuya Salum: Ministra de Finanzas y Planificación - Tanzania
17. Maria Kiwanuka: Ministra de Finanzas, Planificación y Desarrollo Económico - Uganda
18. Alexander B. Chikwanda: Ministro de Finanzas - Zambia
19. Patrick Chinamasa: Ministro de Finanzas - Zimbabue

## Consejo de administración
En mayo de 2014 el consejo de administración del PTA Bank tenía los siguientes miembros:
- Dr. Oliver Saasa - zambiano - Presidente - Director para Zambia, Kenia y Somalia
- Kampeta Sayinzoga - ruandesa - Directora para Ruanda, Mauricio, Zimbabue y Eritrea
- Gerome Masankisi Kamwanga - congoleño - Director para la República Democrática de Congo, Uganda, Comoros y Sudán
- Gao Dingxin - chino - Director no ejecutivo representante de China
- Mariam Hamadou - yibutí - Directora para Yibuti, Tanzania y Egipto
- Sanders Mutandwa - africano - Director representante del Banco Africano de Desarrollo

## Equipo de administración
En mayo de 2014, el banco tenía un Director Ejecutivo (CEO por sus siglas en inglés), asistido por 16 gestores sénior en para llevar los asuntos del día a día.

## Calificación créditicia
En junio de 2012, Moody's calificó al PTA Bank con Ba1. En octubre de 2013, Fitch mejoró su opinión sobre el PTA Bank como emisor a largo plazo de 'BB' a 'BB-'.